# Кольнраде
Кольнраде (нем. Colnrade) — община в Германии, в земле Нижняя Саксония.
Входит в состав района Ольденбург. Подчиняется управлению Харпштедт. Население составляет 801 человек (на 31 декабря 2010 года). Занимает площадь 18,45 км².
| Год  | Население |
| ---- | --------- |
| 1990 | 756       |
| 1995 | 792       |
| 2000 | 813       |
| 2005 | 872       |
| 2010 | 833       |